# Casa de los Balcones

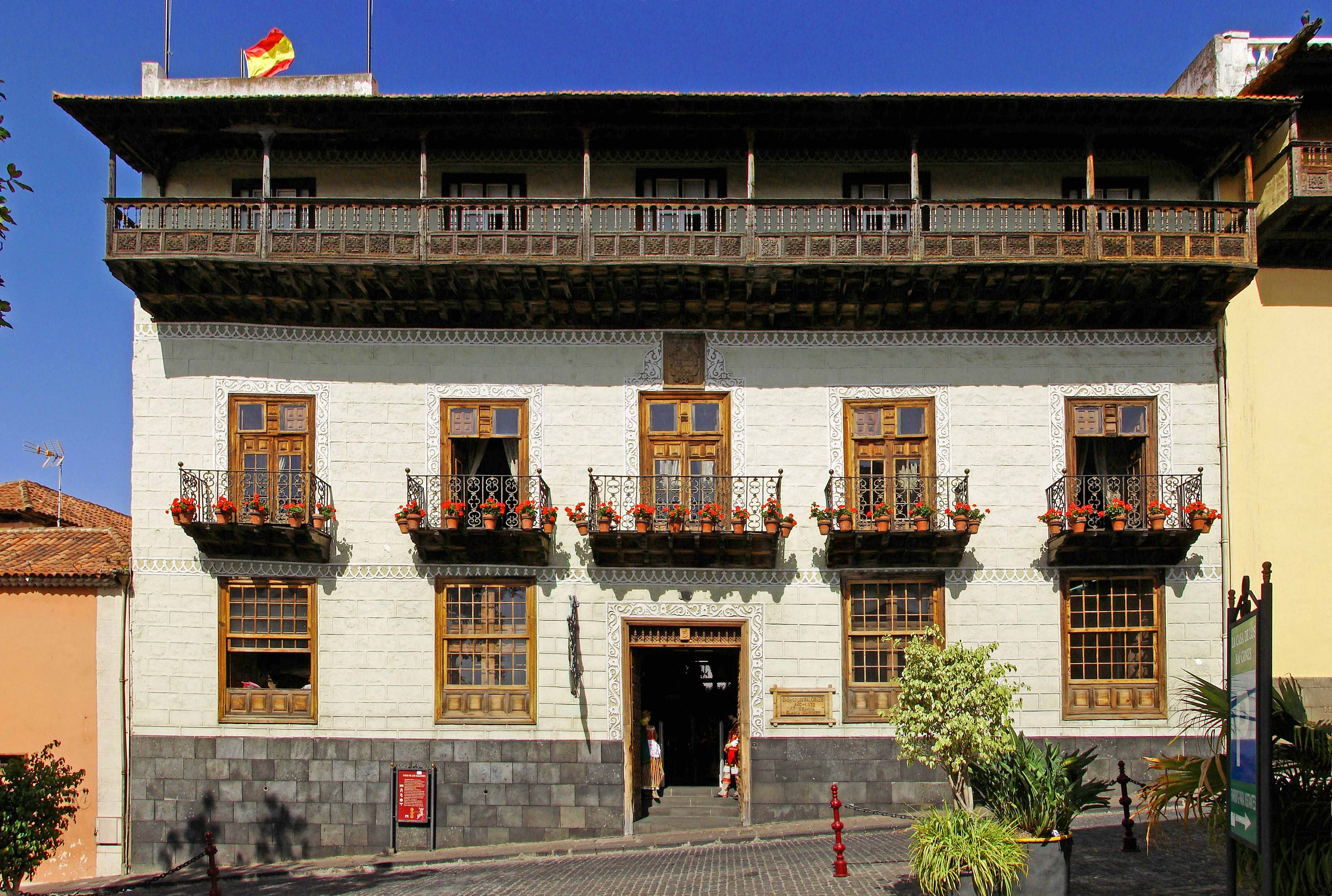
Außenansicht der Casa de los Balcones, 2008.

Die Casa de los Balcones oder auch Casa Méndez Fonseca ist eines der bedeutendsten Häuser in La Orotava im Norden Teneriffas im Archipel der Kanarischen Inseln. Es ist charakteristisch aufgrund seiner als „sobrada“ bezeichneten, dreigeschossigen Fassade und seinem prächtigen Patio mit den geschnitzten Holzbalkonen. Die Außenfassade zeigt im Erdgeschoss eine Reihe von vier schweren Schiebefenstern (spanisch ventanas de guillotina), im ersten Obergeschoss fünf Fenster mit schmiedeeisernen Balkongittern davor und von Sgraffiti im Rankendekor umgeben und im Dachgeschoss ebenfalls fünf Fenster mit einem über die gesamte Breite verlaufenden Balkon aus Holz der Kanarenkiefer mit geschnitzten Kassetten. Auch die tragenden Säulen der Balkone im Patio mit ihren korinthischen Kapitellen sind aus Stämmen der Kanarenkiefer gefertigt. Die Balkongeländer sind reich mit Schnitzereien und Drechselarbeiten verziert, die von der künstlerischen Qualität der ausführenden Handwerker Zeugnis ablegen.
Das Haus wurde ursprünglich 1632 für Oberst Pedro Méndez de Castro erbaut, wechselte aber häufig die Besitzer. Das Grundstück, auf dem das Haus steht, war 1657 ein Geschenk von Diego González Nieto an seine Nichte Juana anlässlich ihrer Heirat mit dem Kapitän Juan de Castro Bazo y Merino. Es wurde bis zum Jahr 1675 ausgebaut. Das Wappen, das über dem mittleren Fenster des Obergeschosses zu sehen ist, ist das des Kapitäns und Bürgermeisters (spanisch regidor) Francisco de Fonseca, der das Haus von 1715 bis 1719 besaß. Die Vorfahren der heutigen Besitzer erwarben das Haus 1881 aus dem Erbe des Industriellen Antonio Díaz Flores Cartaya.

## Innenräume

### Erdgeschoss
Im Erdgeschoss der Casa de los Balcones befindet sich die Artesanía de Eladia Machado, ein Atelier für die typische kanarische Hohlsaumstickerei (calados), welches von Doña Eladia Machado y Méndez de Lugo 1932 gegründet wurde. Es handelt sich um eines der bedeutendsten Stickereizentren auf den gesamten Kanarischen Inseln, dem Bemühen gewidmet, diese typischen Handarbeitsformen zu erhalten und weiter zu beleben. Die Aktivitäten von Doña Eladia während der 1930er und 1940er Jahre und der ab 1960 stark ansteigende Tourismus sind die Gründe, dass sie bis heute überlebt haben. In den großzügigen Räumen kann man den Künstlerinnen bei den typischen Stickereiarbeiten oder auch beim Korbflechten zusehen.

### Obergeschoss
Das Obergeschoss, das damals der Hauptaufenthaltsort der Bewohner war, beherbergt in seinen Räumen ein Museum, das den Lebensstil der vornehmen Familien Teneriffas in der Zeit um 1880 konserviert. Die Zimmerflucht besteht aus Salon mit Bibliothek, Esszimmer, Damenschlafzimmer, Speisekammer und Küche. Im Salon zeugen ein Klavier, ein kunstvoller Globus und ein damals brandneuer Phonograph vom Lebensstil der Besitzer. Demgegenüber mutet die Küche mit dem holzbefeuerten Kochherd und dem gemauerten Backofen noch sehr altertümlich an. Die Zimmerflucht ist über einen umlaufenden Innenbalkon und ein hölzernes Wendeltreppenhaus direkt mit dem Patio und seinen vielen Pflanzen verbunden.